# Nanbu (Tottori)
Nanbu (南部町 Nanbu-chō?) es un pueblo localizado en la prefectura de Tottori, Japón. En junio de 2019 tenía una población estimada de 10.503 habitantes y una densidad de población de 92,1 personas por km². Su área total es de 114,03 km².

## Geografía

### Localidades circundantes
- Prefectura de Tottori
  - Yonago
  - Hōki
  - Nichinan
  - Hino
- Prefectura de Shimane
  - Yasugi

## Demografía
Según los datos del censo japonés, esta es la población de Nanbu en los últimos años.
| Año del censo | Población |
| ------------- | --------- |
| 1995          | 12.345    |
| 2000          | 12.210    |
| 2005          | 12.070    |
| 2010          | 11.536    |
| 2015          | 10.950    |
| 2020          | 10.323    |